# Provinciale weg 763
De provinciale weg 763 (N763) is een provinciale weg in de Nederlandse provincies Overijssel en Gelderland en verbindt Kampen met de N308 tussen Oldebroek en Wezep.
De N763 begint ten zuiden van Kampen als zijtak van de Europa-Allee waarmee deze weg verbinding heeft met de N764. Vervolgens buigt de N763 af naar het zuiden en volgt voor een kort stuk de IJssel. De N764 gaat over deze weg en de IJssel heen met de Molenbrug. Bij het gehucht De Zande buigt de N763 af van de IJssel en kruist hier N50 en de Hanzelijn ongelijkvloers. Er is echter geen verbinding met de N50. Vervolgens loopt de N763 door om net over de grens met Gelderland op een T-splitsing met de N308 te eindigen. De N763 draagt over de gehele lengte de naam "Kamperstraatweg". Langs de Kamperstraatweg liep van De Zande tot Kampen in de periode van 1913-1934 de spoorlijn Hattem - Kampen Zuid. De Zuiderzeetramlijn, die in De Zande aantakte op de spoorlijn, volgde de Kamperstraatweg vanaf  de kruising met Zuiderzeestraatweg (tegenwoordig ook N308 genoemd) bij Wezep.
N23 · N34 · N224 · N225 · N229 · N233 · N271 · N301 · N302 · N303 · N304 · N305 · N306 · N307 · N308 · N309 · N310 · N311 · N312 · N313 · N314 · N315 · N316 · N317 · N318 · N319 · N320 · N322 · N323 · N324 · N325/A325 · N326/A326 · N327 · N329 · N330 · N331 · N332 · N333 · N334 · N335 · N336 · N337 · N338 · N339 · N340 · N341 · N342 · N343 · N344 · N345 · N346 · N347 · N348/A348 · N349 · N350 · N351 · N352 · N375 · N377

N418 · N701 · N702 · N703 · N704 · N705 · N706 · N707 · N708 · N709 · N710 · N711 · N712 · N713 · N714 · N715 · N716 · N717 · N718 · N719 · N720 · N727 · N731 · N732 · N733 · N734 · N735 · N736 · N737 · N738 · N739 · N740 · N741 · N742 · N743 · N744 · N745 · N746 · N747 · N748 · N749 · N750 · N751 · N752 · N753 · N754 · N755 · N756 · N757 · N758 · N759 · N760 · N761 · N762 · N763 · N764 · N765 · N766 · N768 · N781 · N782 · N783 · N784 · N785 · N786 · N787 · N788 · N789 · N790 · N791 · N792 · N793 · N794 · N795 · N796 · N797 · N798 · N800 · N801 · N802 · N803 · N804 · N805 · N806 · N810 · N811 · N812 · N813 · N814 · N815 · N816 · N817 · N818 · N819 · N820 · N821 · N822 · N823 · N824 · N825 · N826 · N827 · N830 · N831 · N832 · N833 · N834 · N835 · N836 · N837 · N838 · N839 · N840 · N841 · N842 · N843 · N844 · N845 · N846 · N847 · N848 · N852 · N855

Cursief vermelde wegen zijn voormalige provinciale wegen.